# 權泰夏
權泰夏（：／ Gwon Tae-ha；日语：〔〕／ Gon Taika；1906年6月2日—1971年10月10日）是來自朝鮮半島的田径運動員，代表日本參與1932年夏季奧林匹克運動會田徑男子馬拉松比賽。

## 經歷

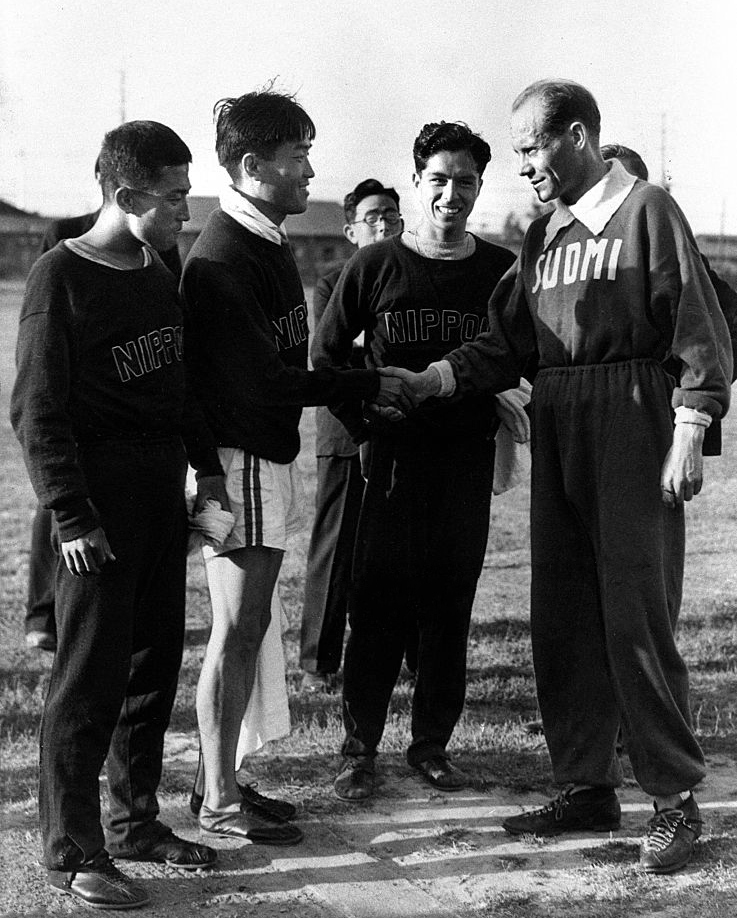
1932年夏季奧林匹克運動會馬拉松日本代表與帕沃·努尔米見面，前排自左向右為金恩培、權泰夏、津田晴一郎、帕沃·努爾米

來自忠清道清州。家境富裕，在京城府（現大韩民国首爾特別市）就讀徽文高等普通學校（相當於日本內地的中學校）中退，前往內地的立命館中學校留學，畢業後就讀明治大學法學部。大學時代自1927年每年參與箱根驛傳。1928、1930年分別跑出4、7區的區間新記錄，獲區間賞。此外還參與橄欖球運動。
1932年畢業後回到京城府，在田徑名校養正高等普通學校訓練、生活。在同年5月8日的奧林匹克運動會馬拉松朝鮮預選會以2時35分12秒優勝，5月25日的東京最終預選以2時36分50秒的記錄優勝，當選奧林匹克運動會代表。權泰夏與最終預選第2名的金恩培、拳擊代表黃乙秀是最早參與奧林匹克運動會的朝鮮民族選手。
到了8月奧林匹克運動會正式比賽，權泰夏在酷暑中獲第9名。跑回終點的洛杉磯紀念體育場時體力耗盡，終點前10公尺左右處無法動彈。在觀眾聲援下，他在衝過來幫忙的工作人員面前強撐著開始走向終點，到達時便倒下，被擔架擡走。這樣到達終點的模樣給觀眾強烈印象，當地媒體的報導比一同參賽的津田晴一郎與金恩培還多。大日本體育協會賽後刊行的《第十回奧林匹克大會報告》（第十回オリンピック大会報告）特別用一頁刊載這個模樣，寫道「尤其是終點前那一幕，簡直有胸口被擠壓的感覺，起身的力氣都沒有，只是茫然」。
逗留美國期間，權泰夏與同賽的津田晴一郎發生矛盾。兼任教練的津田晴一郎讓其他兩人跟在自己後面。但正式比賽時，權泰夏與金恩培並未遵從，打亂了津田晴一郎預想的步調，津田晴一郎以未取得預期成績而批評兩人。對此，權泰夏強烈反抗，拒絕與津田晴一郎同船歸國。就這樣，他在體育強校南加州大学留學，專攻體育學。
留學時，權泰夏得知故土的田徑消息，1933年向養正高等普通學校陸上（田徑）部寫信推薦同就讀該校的孫基禎為「下屆奧林匹克運動會候補」。孫基禎後來說這封信是參與馬拉松的重要原因。孫基禎與南昇龙當選1936年夏季奧林匹克運動會代表後，權泰夏向朝鮮的報社投稿，稱要取勝就應把津田晴一郎教練換掉，又將同主旨的信寄給織田幹雄、孫基禎、南昇龍。孫基禎、南昇龍也質疑津田晴一郎，最終津田晴一郎辭任教練。孫基禎、南昇龍在1936年夏季奧林匹克運動會田徑男子馬拉松比賽分別獲金牌、銅牌。
第二次世界大战後在大韓民國居住。脫離日本統治後，與金恩培、孫基禎、南昇龍一同組建朝鮮馬拉松普及會（後因朝鲜战争解散），任會長。1961年任大韓陸上競技聯盟會長。

### 引用
1. 1 2  . 韓國民族文化大百科事典.   [2022-02-20]. （原始内容存档于2022-02-20）.
2. 1 2 3 4 5 6  鎌田忠良 1988，第220—221頁.
3. 1 2 3  鎌田忠良 1988，第222頁.
4. ↑  鎌田忠良 1988，第147—149頁.
5. 1 2 3 4 5 6  鎌田忠良 1988，第82—84頁.
6. 1 2  鎌田忠良 1988，第163—164頁.
7. ↑  鎌田忠良 1988，第225—226頁.
8. ↑  鎌田忠良 1988，第226—228頁.
9. ↑  鎌田忠良 1988，第507頁.
10. ↑  大日本體育協會.  . 1937: 41.
11. ↑  . Olympedia.   [2020-08-27]. （原始内容存档于2022-01-25）.
12. ↑  鎌田忠良 1988，第478、485頁.

### 來源
- 鎌田忠良.  . 講談社文庫（日语：講談社文庫）. 讲谈社. 1988. ISBN 4-06-184265-X.